# Igrejas católicas orientais
As Igrejas Católicas Orientais são Igrejas particulares sui iuris em plena comunhão com o Papa, fazendo por isso parte da Igreja Católica. Em número de 23, elas conservam as seculares tradições litúrgicas e devocionais das várias igrejas orientais com as quais estão associadas historicamente.
Enquanto divergências doutrinárias dividem as igrejas orientais não católicas em grupos desprovidos de comunhão mútua, as Igrejas Católicas Orientais acham-se unidas umas com as outras na fé católica, bem como com a Igreja Católica de Rito Latino (sediada no Ocidente), conquanto se diversifiquem quanto à ênfase teológica, às formas da liturgia, à piedade popular, à disciplina canônica e à terminologia. Partilhando a mesma fé e doutrina católicas, elas reconhecem sobretudo a função central do Sumo Pontífice, sua suprema autoridade, sua primazia e infalibilidade magisterial. Apesar disso, as Igrejas orientais católicas têm uma autonomia considerável em relação ao Papa.
A maioria das Igrejas Católicas Orientais têm correspondentes entre as demais Igrejas orientais, quer assírias, quer ortodoxas orientais, quer ortodoxas bizantinas, que delas estão apartadas devido a certo número de dissonâncias teológicas, como também em virtude de discordâncias no que tange à autoridade do Sumo Pontífice.
Embora historicamente se situassem na Europa Oriental, no Oriente Médio asiático, na África do Norte e na Índia, as Igrejas Católicas Orientais, por causa da migração, estão hoje disseminadas também na Europa Ocidental, nas Américas e na Oceania, constituindo aí circunscrições eclesiásticas plenas (eparquias), ao lado das dioceses latinas.
Os termos greco-católico e católico bizantino referem-se àqueles que pertencem a Igrejas sui iuris que usam o rito bizantino. O termo católico oriental inclui-os também a eles, mas tem significação mais lata, de vez se aplica igualmente aos fiéis que seguem as tradições litúrgicas alexandrina, antioquena, armênia e caldéia.
Em 2006, estimou-se que existiam cerca de 16 milhões de católicos orientais, dos quais aproximadamente 7,65 milhões seguiam a tradição bizantina. Em 2016, o número de católicos orientais aumentou para 17,8 milhões, dos quais aproximadamente 7,67 milhões seguiam a tradição bizantina.

## História
O Grande Cisma (1054), bem como os anteriores cismas a seguir ao Primeiro Concílio de Éfeso (431) e ao Concílio de Calcedónia (451), criaram uma situação complexa para o mundo cristão. Um dos principais problemas do Cisma de 1054 era a questão da suprema autoridade da Santa Sé (sediada em Roma) sobre as demais Igrejas patriarcais do Oriente (Alexandria, Jerusalém, Antioquia e Constantinopla). Discordando sobre os poderes e privilégios da primazia papal, praticamente todas as Igrejas Orientais quebraram a comunhão com a Igreja Católica Romana, a única exceção foi a Igreja Maronita. Por isso, a grande maioria das atuais Igrejas orientais católicas são o resultado dos esforços e do desejo de certos cristãos orientais (ortodoxos, ortodoxos orientais e nestorianos) de voltarem a estar em comunhão com a Santa Sé. Esta reunião pode ser espontânea ou por causa do trabalho de missionários católicos.

## Organização e Estrutura
As Igrejas orientais católicas, devido, como por exemplo, aos seus diferentes tamanhos e às suas diferentes particularidades histórico-geográficas, têm uma organização e estrutura um pouco diferentes entre si.
Em geral, estas Igrejas são governadas por um hierarca e o seu respectivo Sínodo ou Concílio de Hierarcas (que é chamado também de Concílios Eclesiásticos ), que têm por função tomar decisões conjuntamente com o seu hierarca. Assim sendo:
- seis Igrejas (Igreja Católica Copta, Igreja Católica Siríaca, Igreja Greco-Católica Melquita, Igreja Maronita, Igreja Católica Caldeia e Igreja Católica Arménia) são governadas por Patriarcas (eleitos pelos seus Sínodos e depois somente reconhecidos pelo Papa);[1]

- quatro (Igreja Greco-Católica Ucraniana, Igreja Católica Siro-Malabar, Igreja Católica Siro-Malancar e Igreja Greco-Católica Romena unida com Roma) são governadas por Arcebispos Maiores (eleitos pelos seus Sínodos e depois, ao contrário dos Patriarcas, necessitam da aprovação do Papa);[1]

- cinco (Igreja Católica Etíope, Igreja Católica Eritreia, Igreja Católica Bizantina Eslovaca, Igreja Católica Bizantina Húngara e Igreja Católica Bizantina Rutena [nota 1]) são governadas por Arcebispos Metropolitas (eles são eleitos da seguinte maneira: os seus Concílios de Hierarcas escolhem três candidatos, sendo apenas um deles escolhido e nomeado pelo Papa);[1][4][6]

- os restantes são governados por um ou mais eparcas, administradores apostólicos, exarcas ou por outros prelados (todos estes hierarcas são directamente nomeados e supervisionados pelo Papa, por não existirem sínodos nem concílios de hierarcas).[1]

A maior parte destas Igrejas autónomas orientais são constituídos por várias circunscrições eclesiásticas ou Igrejas particulares locais, sendo o modelo organizacional fundamental destas circunscrições a eparquia.

## DecretoOrientalium ecclesiarum
O decreto "Orientalium ecclesiarum", que foi aprovado no dia 21 de Novembro de 1964 pelo Concílio do Vaticano II, aborda a questão das Igrejas orientais católicas. Este documento conciliar afirma que, "na única Igreja de Cristo" (que subsiste na Igreja Católica), as Igrejas Latina e Orientais "...desfrutam de igual dignidade... nenhuma prevalece sobre a outra... são confiadas ao governo pastoral do Pontífice Romano". O decreto defende também que estas Igrejas orientais podem e devem salvaguardar, conservar e restaurar o seu rico património espiritual, nomeadamente ritual, através, como por exemplo, da celebração dos seus próprios ritos litúrgicos orientais e das suas práticas rituais antigas.
O documento salienta também o carácter autónomo das Igrejas orientais católicas, especificando os seus vários poderes e privilégios. Em particular, como por exemplo, afirma que os Patriarcas Orientais, "com os seus sínodos, constituem a instância suprema para todos os assuntos do Patriarcado, não excluído o direito de constituir novas eparquias e de nomear Bispos do seu rito dentro dos limites do território patriarcal, salvo o direito inalienável do Romano Pontífice de intervir em cada caso. O que foi dito dos Patriarcas vale também, de acordo com as normas do direito, para os Arcebispos maiores, que presidem a toda uma Igreja particular ou rito sui iuris". Mas, é preciso também salientar o facto de nem todas as Igrejas orientais serem Patriarcados ou Arquidioceses maiores.

## Celibato
Tendo em consideração à diferente situação histórica vivida pelas Igrejas orientais, "a legislação da Igreja Oriental em matéria de disciplina celibatária para o clero" é também por isso diferente à da Igreja Latina, que exige o celibato ao seu clero (exceptuando os diáconos). Nas Igrejas orientais, o celibato é apenas obrigatório para os bispos, que são escolhidos entre os sacerdotes celibatários. Logo, existem sacerdotes casados nas Igrejas orientais. Mas, é proibido aos sacerdotes solteiros contraírem "matrimónio depois da ordenação". Isto quer dizer que eles só podem casar antes de se ordenarem, ou seja, antes de se tornarem sacerdotes. Esta prática oriental "foi finalmente estabelecido no Concílio de Constantinopla In Trullo do ano 692 e abertamente reconhecido pelo Concílio Ecumênico Vaticano II".

## Lista

Países que têm sede de igrejas particulares católicas orientais (vermelho: rito bizantino, verde: rito alexandrino, amarelo: outros)

A Igreja Católica "considera iguais em direito e dignidade todos os ritos [litúrgicos] legitimamente reconhecidos e quer que no futuro se mantenham e sejam promovidos por todos os meios". Sendo assim, as principais "tradições litúrgicas ou ritos, actualmente em uso na Igreja, são: o rito latino (principalmente o rito romano, mas também os ritos de certas igrejas locais, como o rito ambrosiano ou o de certas ordens religiosas)" e os ritos orientais ("os ritos bizantino, alexandrino ou copta, siríaco, arménio, maronita e caldeu").
Aqui estão as 23 Igrejas orientais católicas sui iuris, as suas respectivas tradições litúrgicas orientais e a sua respectiva data de fundação (ou seja, de comunhão com a Santa Sé). Esta lista baseia-se no Anuário Pontifício da Santa Sé (a edição de 2007 desta publicação anual tem ISBN 978-88-209-7908-9).
- Tradição Litúrgica Alexandrina
  - Rito litúrgico copta:
    - Igreja Católica Copta (1741)

  - Rito litúrgico Ge'ez:
    - Igreja Católica Etíope (1846)
    - Igreja Católica Eritreia (2015)[13]

- Tradição Litúrgica de Antioquia ou Siríaca Ocidental
  - Igreja Maronita (esteve sempre em comunhão com a Igreja Católica, união oficial reafirmada em 1182)
  - Igreja Católica Siríaca  (1781)
  - Igreja Católica Siro-Malancar (1930)

- Tradição Litúrgica Arménia
  - Igreja Católica Arménia (1742)

- Tradição Litúrgica Bizantina
  - Igreja Católica Ítalo-Albanesa (esteve sempre em comunhão com a Igreja Católica)
  - Igreja Greco-Católica Ucraniana (1595)
  - Igreja Católica Bizantina Bielorrussa (1596)
  - Igreja Greco-Católica Croata e Sérvia (1611)
  - Igreja Católica Bizantina Albanesa (1628)
  - Igreja Católica Bizantina Eslovaca (1646)
  - Igreja Católica Bizantina Rutena (1646)
  - Igreja Greco-Católica Romena unida com Roma (1698)
  - Igreja Greco-Católica Melquita (1726)
  - Igreja Católica Búlgara (1861)
  - Igreja Católica Bizantina Russa (1905)
  - Igreja Católica Bizantina Grega (1911)
  - Igreja Católica Bizantina Húngara (1912)
  - Igreja Greco-Católica Macedónica (2001)

- Tradição Litúrgica Caldeia ou Siríaca Oriental
  - Igreja Católica Caldeia (1552)
  - Igreja Católica Siro-Malabar (1887)